# Audouinieae
Audouinieae, maleni biljni tribus iz porodice brunijevki (Bruniaceae), dio reda brunijolike. Sastoji se od dva roda s 14 vrsta polugrmova i grmova u Južnoj Africi
Opisan je u Die Natürlichen Pflanzenfamilien 2a: 133. 1891.

## Rodovi
1. Audouinia Brongn. (5 spp.)
2. Thamnea Sol. ex R.Br. (9 spp.)